# آندریس نوپرت
آندریس نوپرت (انگلیسی: Andries Noppert؛ زادهٔ ۷ آوریل ۱۹۹۴) بازیکن فوتبال اهل پادشاهی هلند است.
از باشگاه‌هایی که در آن بازی کرده‌است می‌توان به باشگاه فوتبال ناک بردا اشاره کرد.او در تیم ملی هلند در جام جهانی ۲۰۲۲ هم بازی کرده است.